# Weissia sharpii
Weissia sharpii là một loài rêu trong họ Pottiaceae. Loài này được L.E. Anderson & B.A.E. Lemmon mô tả khoa học đầu tiên năm 1973.